# Wartburg-Grundschule Münster
Die Wartburg-Grundschule ist eine Grundschule im Stadtteil Gievenbeck der Stadt Münster. Sie ist Hauptpreisträger des Deutschen Schulpreises 2008.

## Geschichte
Die Wartburg-Grundschule wurde 1961 als evangelische Volksschule Martin Luther II gegründet und 1963 in Wartburg-Volksschule umbenannt. 1968 wurde sie im Rahmen der Schulreform in eine Wartburg-Grundschule und eine Wartburg-Hauptschule aufgeteilt. Im folgenden Jahr wurde eine Nachmittagsschule unter Trägerschaft der Inneren Mission gegründet, die vor allem der Betreuung sozial benachteiligter Kinder durch Lehrer der Grundschule dienen sollte. Dies wurde in Zusammenarbeit mit Müttern und einer Erzieherin durchgeführt.
Seit 1975 wurde das Konzept einer Ganztagsschule erarbeitet; der Ganztagszweig der Wartburg-Grundschule wurde mit dem Schuljahr 1979/1980 in Betrieb genommen. 1980 zog der Ganztagszweig in ein Gebäude der Michael-Grundschule. 1981 erhielt das Ganztagsprojekt den Grundschulpreis des Arbeitskreises Grundschule. Im Sommer 1996 zog die Schule in einen Neubau um; erstmals wurde in diesem Jahr eine integrative Klasse eingerichtet.
Die ehemalige Schulleiterin Gertraud Greiling erhielt 2007 den Verdienstorden der Bundesrepublik Deutschland. Im April 2008 wurde die Schule mit dem Gütesiegel für individuelle Förderung ausgezeichnet, im Dezember 2008 folgte die Verleihung des Hauptpreises des Deutschen Schulpreises. Die Schule ist Mitglied im Schulverbund Blick über den Zaun.